# Вробель, Хорст
Хорст Вро́бель (нем. Horst Wrobel; 17 марта 1935, Забже — 1 сентября 2022) — немецкий конструктор, коллекционер, создатель Международного музея ветряных и водяных мельниц в городе Гифхорн (Нижняя Саксония, Германия), инициатор создания Культурного центра «Мост», в котором расположен Европейский институт русских ремесел и искусств. 20 августа 2007 года Вробель был награждён Кавалерским крестом Нижней Саксонии.

## Биография
Хорст Вробель родился 17 марта 1935 года в городе Гинденбург в Верхней Силезии (ныне город Забже в Польше). В 1950-х годах с супругой проживает в городе Брауншвейг в Нижней Саксонии (Германия).

### СозданиеМеждународного музея мельниц

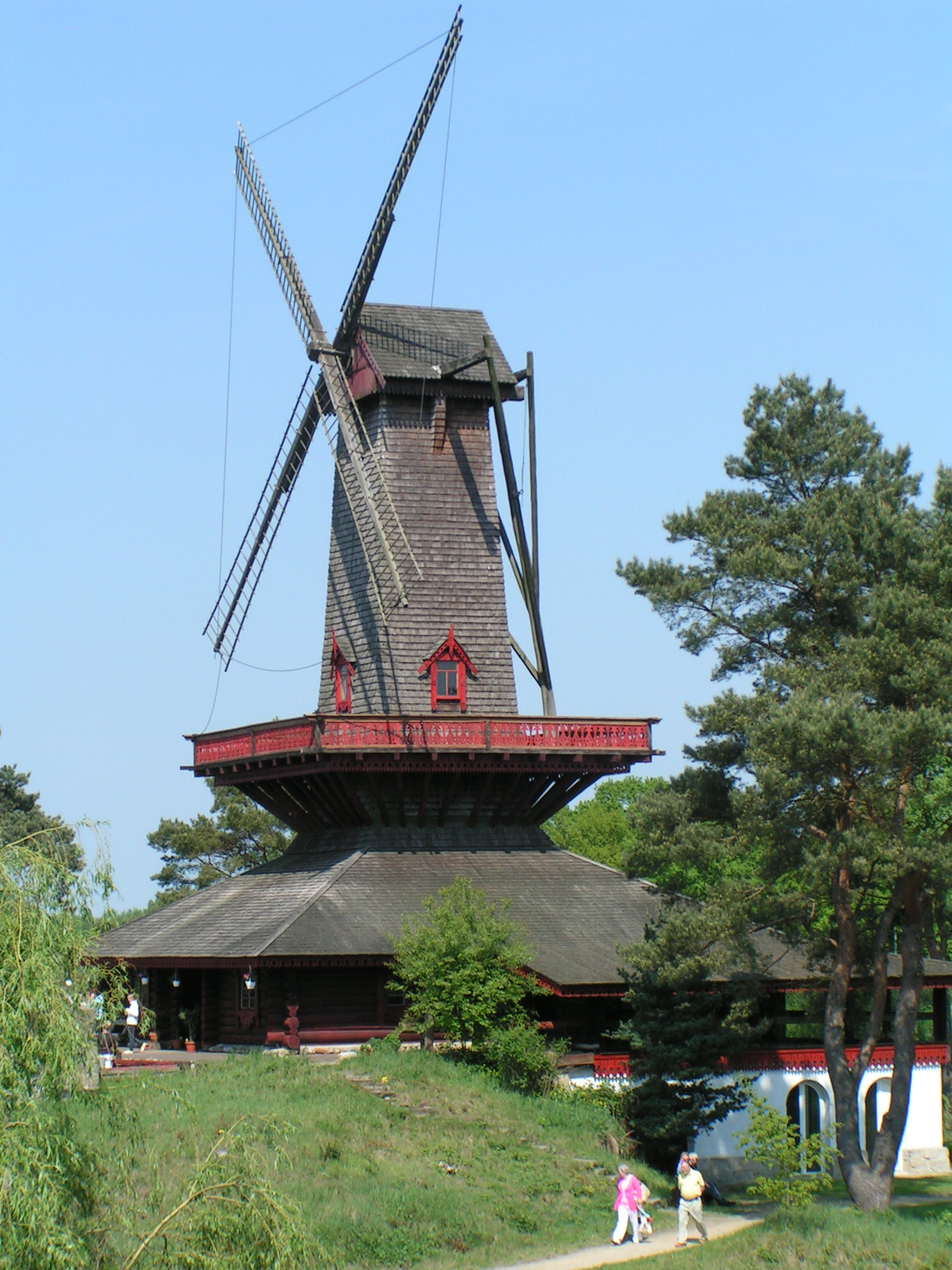
Мельница Наташа в Гифхорне

В 1965 году Вробель обнаружил в городе Аббенроде (Германия) старую ветряную мельницу. Вробель построил модель мельницы в масштабе 1:25 и начал собирать дополнительные материалы о ветряных и водяных мельницах. В 1974 году Вробель открыл в коммуне Зулендорф частный музей с построенными им моделями мельниц, ставший единственным частным немецким музеем, включённым Министерством культуры Германии в перечень уникальных мест, которые необходимо посетить в стране. В 1977 году была достигнута договоренность с районом Гифхорн о предоставлении земли для полномасштабного музея, который открылся в 1980 году.
В Германии Вробеля называют «Дон Кихотом наоборот» — «всю свою жизнь он сражался не с мельницами, а за них».

### Строительствохрама Святителя Николая

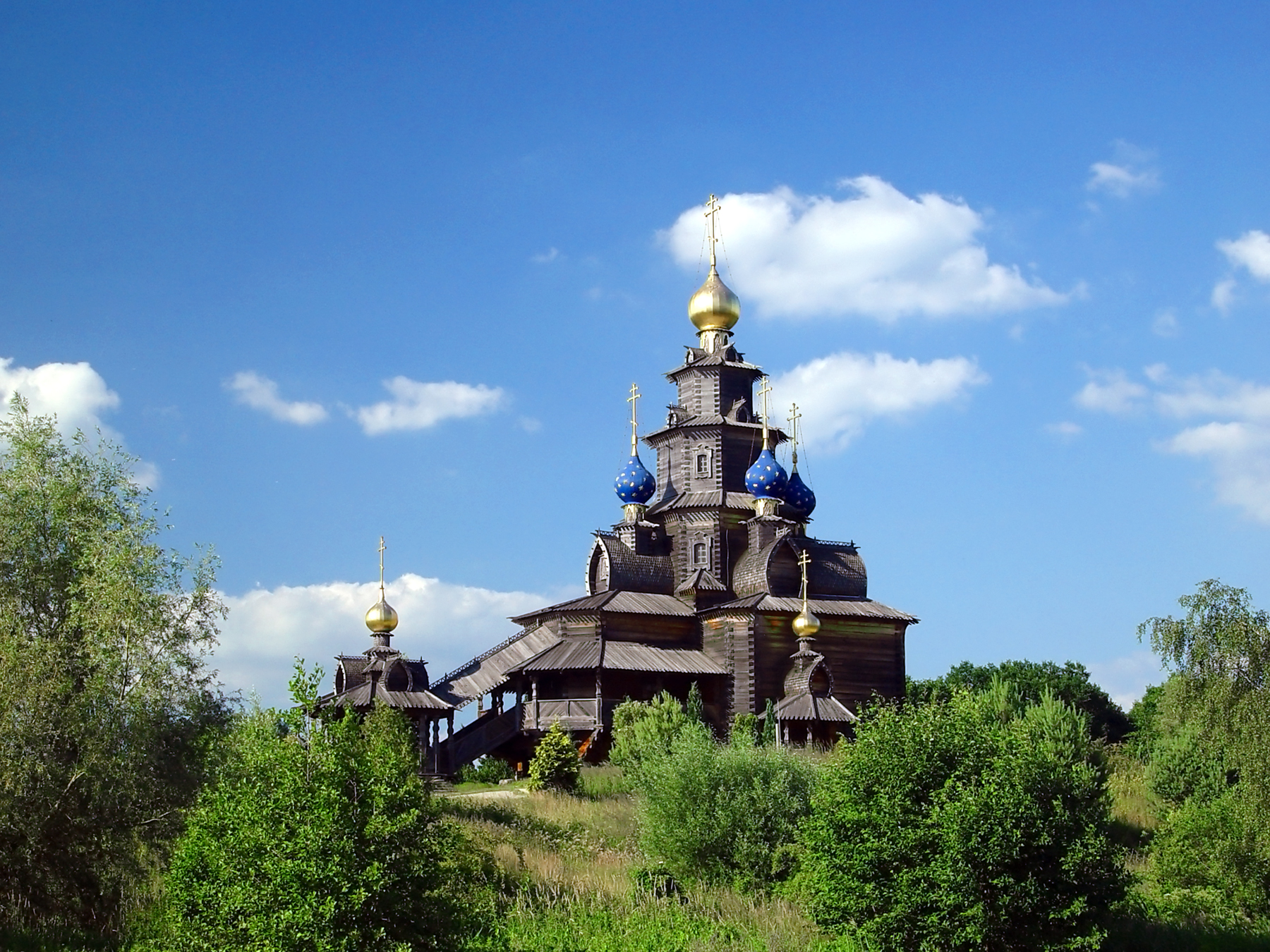
Храм Святителя Николая в Гифхорне

После посещения музея русского деревянного зодчества города Суздаль в 1992 году Вробель решил построить копию представленной там Церкви Преображения Господня, на территории музея мельниц в Гифхорне. Первый камень в основание храма был заложен в 1994 году. В 1996 году храм был освящён митрополитом Смоленским и Калининградским (ныне Патриарх Московский и всея Руси) Кириллом.
Первая служба в храме состоялась в 1996 году.

### Создание культурного центра «Мост»

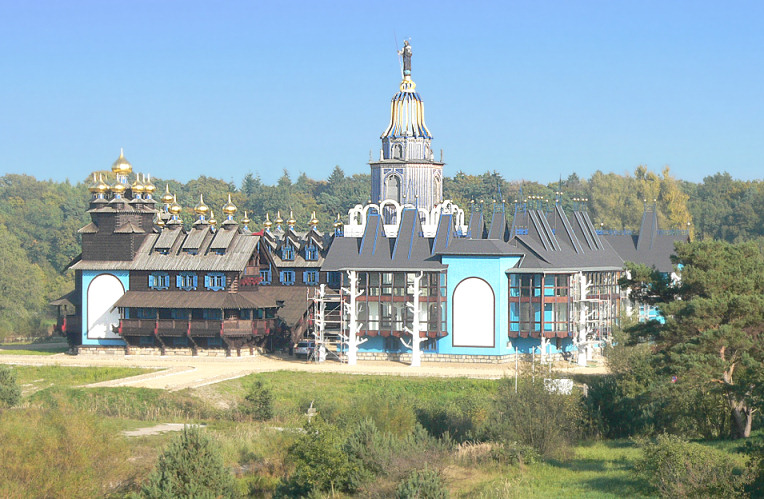
Культурный центр Мост

В 1993 Вробель инициирует создание культурного центра «Мост», для размещения в нём Европейского института русских ремесел и искусств. В 1996 Михаил Горбачёв закладывает первый камень в строительство центра неподалеку от музея мельниц. В 2007 году происходит открытие центра.